# 頰車穴
頰車穴是属于足陽明胃經的腧穴。

## 定位
下頜角前上方約一橫指（中指），咀嚼時咬肌隆起處。

## 主治
口腔及面部疾病。

## 操作
直刺0.3～0.5寸，或向地倉斜刺1～1.5寸；可灸。